# Rotunda svatého Vavřince
Rotunda svatého Vavřince je zaniklá románská rotunda a po rozšíření také kostel v Praze 1 na Starém Městě, na jehož místě dnes stojí kostel sv. Anny. Existence rotundy byla objevena při archeologickém průzkumu v letech 1956–1957.

## Historie
Původně zde stála klasická rotunda s kruhovou lodí a půlkruhovou apsidou, která vznikla asi v 1. polovině 12. století u raně feudálního dvorce. Ve 30. letech 13. století si zde zřídil komendu řád templářů a rotundu přestavěl tak, že zboural původní apsidu a ke kruhové lodi přistavěl podélný zužující se prostor s novou podkovovitou apsidou. Starší i novější zdi byly z opukových kvádříků, zdi postavené při přestavbě původní rotundy se vyznačují většími a pečlivěji opracovanými kvádříky.
V roce 1312 byl řád templářů zrušen a kostel s komendou koupili johanité a o rok později jej prodali dominikánkám z kláštera sv. Anny na Újezdě. Z roku 1355 pochází ještě zmínka o kostele sv. Vavřince, v roce 1365 se již nazývá chór sv. Anny. Dominikánky kostel používaly od jeho nabytí v roce 1313, ale zároveň už probíhala výstavba lodi dnešního kostela sv. Anny.
Románský kostel byl zbořen po polovině 14. století.